# Bielefeld Ost
Bielefeld Ost – przystanek kolejowy w Bielefeld, w kraju związkowym Nadrenia Północna-Westfalia, w Niemczech. Znajduje się tu 1 peron.